# Arapi
Der Arapi (albanisch Maja e Arapit, manchmal auch albanisch Maja e Harapit) ist ein Berg in den Albanischen Alpen im Norden Albaniens. Der Berg ist zwar lediglich 2217 m ü. A. hoch, mit seiner 800 Meter hohen Südwand zählt er zu den prominentesten Felsformationen im Umkreis von Theth.

## Lage
Der Arapi liegt nördlich von Theth, einem abgelegenen Bergdorf im Shala-Tal, das von den höchsten Bergen der Albanischen Alpen umgeben ist. Das Shala-Tal endet nördlich von Theth in einem großen Talkessel, das im Westen von den Wänden der Radohima (2568 m ü. A.), im Osten vom Jezerca-Massiv (2694 m ü. A.) und im Norden vom Pass Qafa e Pejës (1705 m ü. A.) und den Felswänden des Arapi abgeschlossen wird.
Der Arapi – auch Matterhorn Albaniens genannt – liegt im Nationalpark Alpen Albaniens und zählt zu den Wahrzeichen des Dorfes Theth.

## Beschreibung

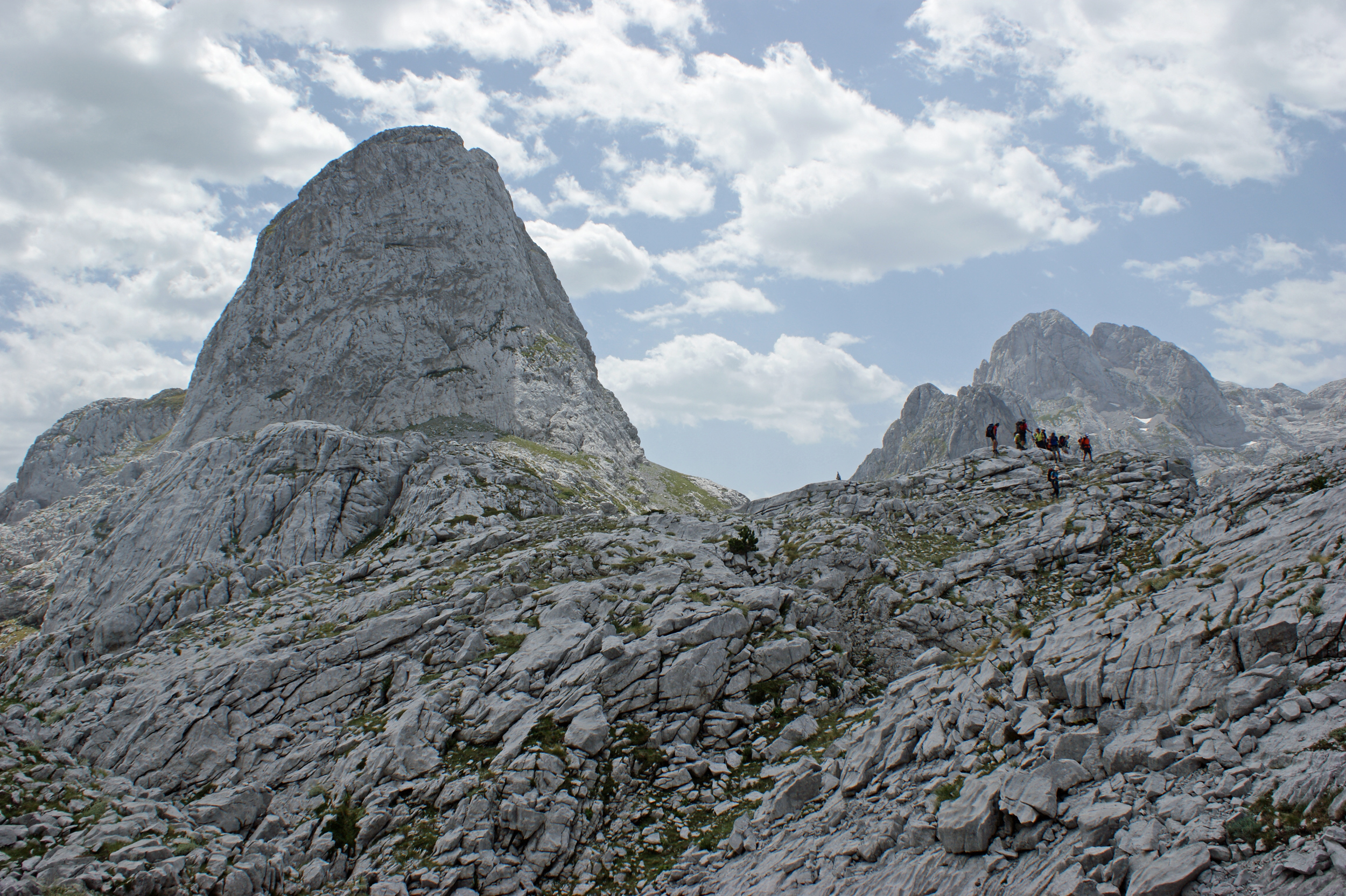
Wanderer unterhalb der Nordwand

Der Arapi erhebt sich aus einem großen Sattel zwischen den Bergmassiven der Bjeshkët e Namuna und der Jezerca, der vom Qafa e Pejës nach Westen zur Radohima hochsteigt. Die Südwand fällt steil ins Shala-Tal ab. Sie endet nicht direkt in der Spitze; diese ist etwas zurückversetzt und von Süden nur aus der Distanz sichtbar. Nach Westen und Norden fällt der Berg ebenfalls sehr steil rund 200 Meter bis zum Sattel ab. Deutlich weniger steil fällt die Ostschulter zum Qafa e Pejës ab.
Der Berg und der umgebende karstige Sattel ist aus schroffem, von Dolinen und Höhlen durchsetzten Kalk aus Jura- und Triaszeitalter gebildet.

## Namensherkunft
Der Name Arapi kann mit Mohr, Dunkler oder Araber übersetzt werden.

## Höhlen
Im Karstgestein des Arapi und Umgebung gibt es mehrere Höhlen.
Am unteren Ende der Südwand findet sich der Eingang zur längsten Horizontalhöhle Albaniens. Bulgarische Forscher haben ihre Länge auf 2585 Metern erkundet. Die Tiefe des Höhlensystems beträgt 346 Meter. Innerhalb der Höhle wurden 15 Tierarten gefunden.

## Alpinismus

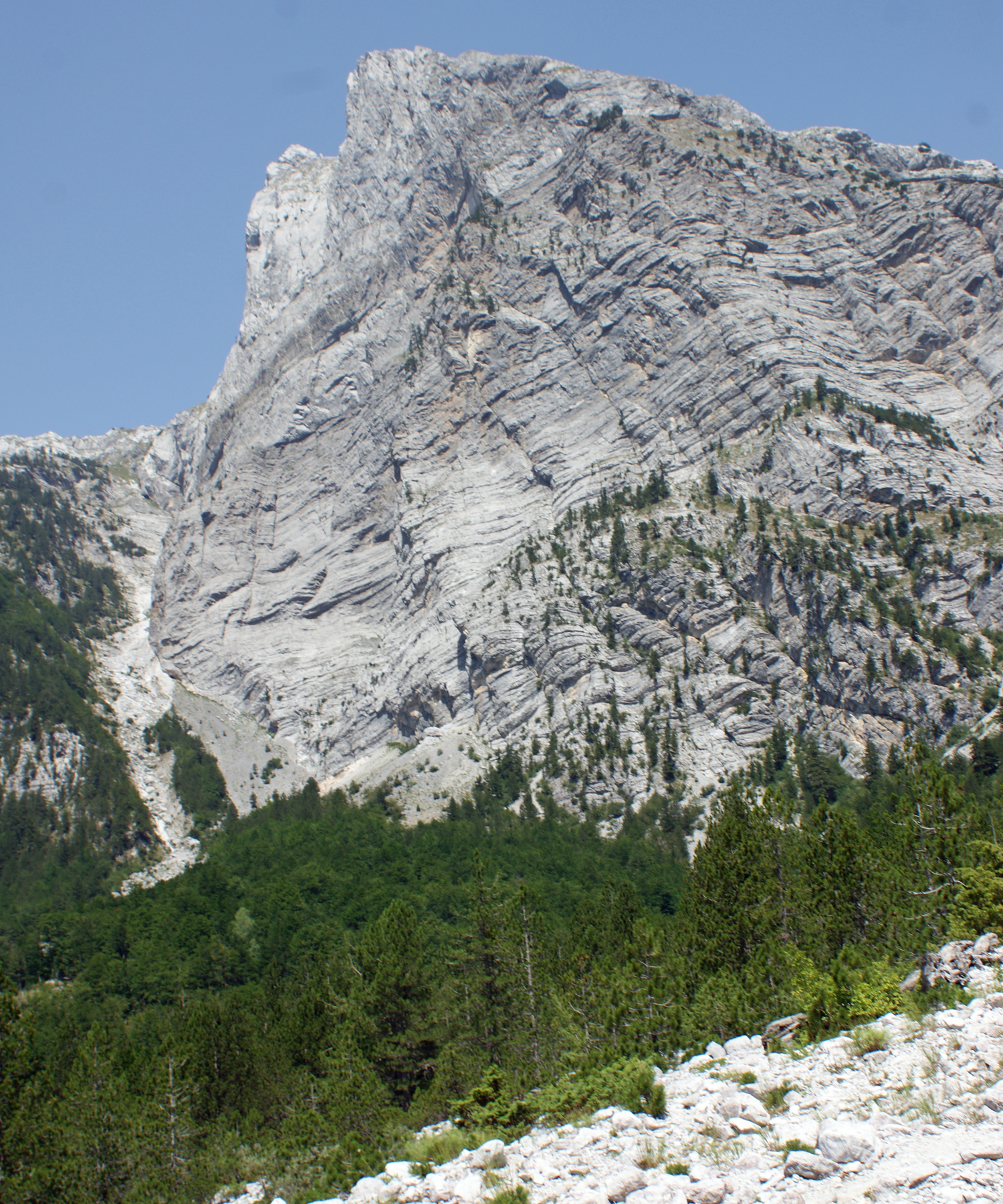
Südwand des Arapi

Der Aufstieg über die Ostschulter mit steilen Alpwiesen ist ohne technische Schwierigkeiten zu bewältigen, auch wenn die Orientierung im karstigen Gelände nicht ganz einfach ist. Vom Vorgipfel über der Felswand (2050 m ü. A.) bis zum Gipfel dauert es nicht mehr ganz eine halbe Stunde.
Die Südwand gilt als höchste Felswand der Balkanhalbinsel. Sie wurde im Sommer 2010 erstmals von mehrheitlich aus Deutschland stammenden Bigwall-Kletterern durchstiegen. Sie benötigten hierzu 18 Seillängen. Westwand- und Nordwand eignen sich ebenfalls für kürzere Touren.
Obersteiner nennt die Österreicher Georg Heinsheimer, Heid, Egon Hofmann und Heinrich Schatz aus Innsbruck und Linz als Erstbesteiger, die 1930 über die Ostschulter aufgestiegen sein sollen. In ihren Berichten ist aber keine entsprechende Besteigung vermerkt. Zur gleichen Zeit waren im Gebiet auch italienische Vermesser und britische Bergsteiger unterwegs. Es ist möglich, dass eine dieser Bergsteigergruppen auch den einfach zu erreichenden, am Wege liegenden Arapi erklommen hat; Belege liegen jedoch nicht vor. Es ist durchaus auch vorstellbar, dass albanische Hirten oder Jäger schon vor den ausländischen Alpinisten einfach zu erklimmende Berge wie diesen über die einfach zu begehende Ostschulter bestiegen haben.

In den Jahren 1959 und 1960 waren Bergsteiger aus Albanien und der DDR am Arapi, die mehrere Routen an der Nord- und Westwand erschlossen haben. Auch eine erste Besteigung am Rand der Südwand wurde gemacht. 1985 durchstiegen zwei albanische Bergsteiger auch erstmals die Südwand, umgingen aber die schwierigsten Stellen, in dem sie nach außen auswichen.